# 劉俊傑 (香港)
劉俊傑工程師，JP（1966年12月29日—），香港公務員和工程师，現任發展局常任秘書長（工務），曾擔任土木工程拓展署署長。劉在1989年於香港理工學院畢業，及後在1992年3月加入港英政府土木工程署任職助理工程師，並在1993年8月晉升為工程師。他在2016年7月1日獲委任為官守太平紳士，更在同年9月起擔任土木工程拓展署土木工程處處長。他在2019年1月25日接替林世雄出任土木工程拓展署署長。在2021年10月8日，港府安排他再次接替林世雄，升任發展局常任秘書長（工務）。